# Bistum Bondo
Das Bistum Bondo (lateinisch Dioecesis Bondoensis, französisch Diocèse de Bondo) ist eine in der Demokratischen Republik Kongo gelegene römisch-katholische Diözese mit Sitz in Bondo.

## Geschichte
Das Bistum Bondo wurde am 10. März 1926 durch Papst Pius XI. mit der Apostolischen Konstitution Admonet supremi aus Gebietsabtretungen des Apostolischen Vikariates West-Uélé als Apostolische Präfektur Bondo errichtet. Die Apostolische Präfektur Bondo wurde am 2. Dezember 1937 durch Pius XI. mit der Apostolischen Konstitution Sicubi per apostolicam zum Apostolischen Vikariat erhoben. Am 10. November 1959 wurde das Apostolische Vikariat Bondo durch Papst Johannes XXIII. mit der Apostolischen Konstitution Cum parvulum zum Bistum erhoben.
Das Bistum Bondo ist dem Erzbistum Kisangani als Suffraganbistum unterstellt.

## Ordinarien

### Apostolische Präfekten von Bondo
- Frédéric Marie Blessing OSC, 1930–1937

### Apostolische Vikare von Bondo
- Frédéric Marie Blessing OSC, 1937–1954
- André Creemers OSC, 1955–1959

### Bischöfe von Bondo
- André Creemers OSC, 1959–1970
- Emmanuel Marcel Mbikanye OP, 1970–1978
- Marcel Bam’ba Gongoa, 1980–1992
- Philippe Nkiere Keana CICM, 1992–2005, dann Bischof von Inongo
- Etienne Ung’eyowun Bediwegi, seit 2008